# Василівська волость (Васильківський повіт)
Василівська волость — історична адміністративно-територіальна одиниця Васильківського повіту Київської губернії з центром в містечку Василів.
Станом на 1886 рік складалася з 13 поселень, 12 сільських громад. Населення — 10137 осіб (5104 чоловічої статі та 5033 — жіночої), 1171 дворове господарство.
|                     | Площа, десятин | У тому числі орної, дес. |
| ------------------- | -------------- | ------------------------ |
| Сільських громад    | 8551           | 6779                     |
| Приватної власності | 7693           | 6261                     |
| Іншої власності     | 508            | 347                      |
| Загалом             | 16752          | 13387                    |

Основні поселення волості:
- Василів (Василівщина) — колишнє власницьке містечко при річці Красна, 780 осіб, 99 дворів, католицький костел, школа, 4 постоялих двори, постоялий будинок, 3 лавки, столярний завод, базари через 2 тижні.
- Деремезна — колишнє власницьке село, 694 особи, 83 двори, православна церква, школа.
- Красне (Станіславка) — колишнє власницьке село при річці Красна, 579 осіб, 74 дворів, православна церква, постоялий будинок.
- Людвинівка — колишнє власницьке село при безіменній річці, 286 осіб, 47 дворів, каплиця, школа, постоялий будинок.
- Макіївка — колишнє власницьке село, 1348 осіб, 197 дворів, православна церква, школа, лавка, винокурний завод.
- Павлівка — колишнє власницьке село, 409 осіб, 48 дворів, кладовищенська православна церква, школа, постоялий будинок.
- Перегонівка — колишнє власницьке село при річці Красна, 714 осіб, 82 двори, православна церква, школа, постоялий будинок, лавка, водяний млин.
- Розаліївка — колишнє власницьке село при безіменній річці, 1226 осіб, 147 дворів, православна церква, школа, лавка. Поруч — єврейська колонія 126 мешканцями.
- Степанівка — колишнє власницьке село, 566 осіб, 66 дворів, школа, постоялий будинок, водяний млин.
- Юзефівка — колишнє власницьке село при річці Красна, 612 осіб, 75 дворів, школа, постоялий будинок.
- Яцьки — колишнє власницьке село, 1716 осіб, 210 дворів, православна церква, школа, 2 постоялих будинки.

Старшинами волості були:
- 1909-1915 роках — Юхим Давидович Дідик[2],[3],[4],[5],[6].